# 262 aC
El 262 aC va ser un any del calendari romà prejulià. Durant la República i l'Imperi Romà, era conegut com a any del consolat de Megel i Vítul (o també any 492 ab urbe condita). L'ús del nom «262 aC» per referir-se a aquest any es remunta a l'alta edat mitjana, quan el sistema Anno Domini va ser el mètode de numeració dels anys més comú a Europa.

## Esdeveniments

### Antiga Roma
- Aquest any són elegits cònsols Luci Postumi Megel i Quint Mamili Vítul.[2][3]
- Durant aquest any, el tercer de la Primera Guerra Púnica, els romans i els cartaginesos s'enfronten davant de la població siciliana d'Agrigent. Els dos cònsols, que havien desembarcat a Sicília amb 40.000 homes organitzats en quatre legions més la cavalleria, estableixen un setge que durarà fins a l'any següent (261 aC).[4]
- Hanníbal Giscó és el general cartaginès que defensa Agrigent. Davant de l'atac romà no té més remei que resguardar-se rere les muralles, esperant els reforços que ha d'enviar el general Hannó, que havia rebut l'ordre de fer aixecar el setge. Hannó reuneix a Lilibèon un exèrcit de 50.000 homes i 6.000 cavalls, amb 60 elefants, i avança cap a Heraclea Minoa que ocupa. Arriba fins a Erbessos, on els romans tenen els seus magatzems i s'apodera de la ciutat amb tots els subministraments.[5]
- Hamílcar, general cartaginès, és nomenat comandant en cap dels cartaginesos en substitució d'Hannó, que no va poder evitar la derrota a la Batalla d'Agrigent.[6]
- Els romans vencen els cartaginesos en l'anomenada batalla d'Agrigent. Els romans ocupen la ciutat i venen els seus habitants com esclaus. Els dos cònsols tornen victoriosos a Roma, però no se’ls concedeix un triomf perquè no van derrotar completament als cartaginesos.[7]

## Naixements
- Apol·loni de Perge, matemàtic i astrònom, conegut per la seva obra sobre les seccions còniques.[8]

## Necrològiques
- Filemó el Vell, poeta còmic atenenc.[9]
- Zenó de Cítion, filòsof estoic.[a]